# Thảm họa Costa Concordia

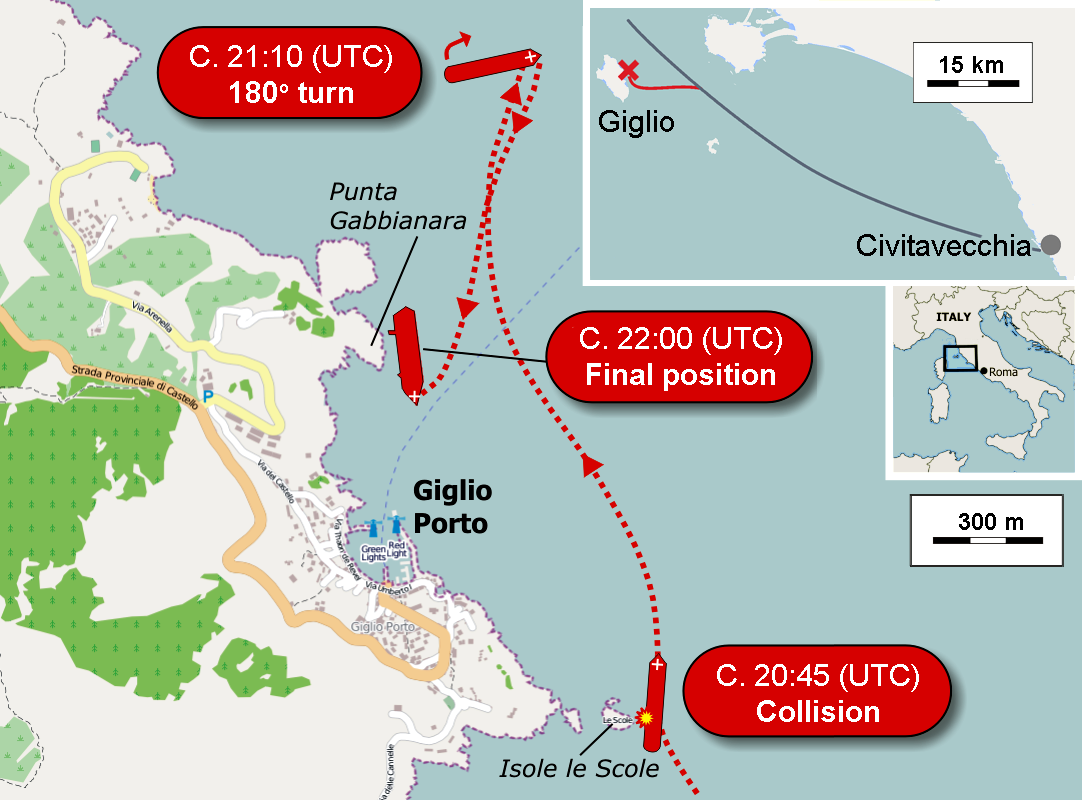
Vị trí mắc cạn ngoài Isola del Giglio

Thảm họa Tàu du lịch Costa Concordia là một vụ tai nạn của tàu du lịch Costa Concordia xảy ra vào thứ Sáu ngày 13 tháng 1 năm 2012. Con tàu đã mắc cạn  và bị lật và chìm một phần ngoài khơi Tuscany, Ý khiến 4211 người trên boong phải di tản, làm ít nhất 33 người thiệt mạng. Tàu Costa Concordia đã rời cảng Civitavecchia lúc 7g tối 13 tháng 1 năm 2012 giờ địa phương (tức 1h sáng 14 tháng 1 giờ Việt Nam) tới cảng Savona để bắt đầu chuyến du ngoạn kéo dài 7 ngày trên Địa Trung Hải. Tuy nhiên chỉ hai giờ sau, con tàu mắc cạn ở ngoài khơi bờ biển Tuscan. 
Lúc gặp sự cố, trên tàu có 3.206 hành khách, trong đó có nhiều trẻ em và phụ nữ mang thai, cùng 1.023 thành viên thủy thủ đoàn.
Có 3.206 hành khách trên tàu đến từ nhiều nước: Pháp (160 người), Đức (500 người), Ý (1.000 người). Các hành khách được sơ tán hiện đang được bố trí ở tạm tại các khách sạn, trường học và một nhà thờ ở Giglio, một hòn đảo du lịch nằm cách bờ biển phía tây Ý khoảng 25 km.
Tàu đã rời Civitavecchia và theo lịch trình thì sẽ du lịch 7 ngày đến Savona và sau đó tham quan Marseille, Barcelona, Palma, Tunis, và Palermo.
Ít nhất sáu người đã thiệt mạng, bao gồm cả hành khách và thuyền viên, 64 người khác bị thương (3 trọng thương), hai hành khách và một thủy thủ bị kẹt dưới boong đã được cứu, và 29 người mất tích. Thuyền trưởng, Francesco Schettino, và first officer, Ciro Ambrosio, đã bị bắt giữ vì tình nghi ngộ sát sau khi cho tàu tiến gần hơn tới bờ biển hơn mức cho phép. Chiếc Costa Concordia bắt đầu hoạt động cho Costa Cruises tháng 7 năm 2006 là chiếc tàu lớn nhất đóng ở vào thời điểm đó, đo 114,500 GT, dài 290,2 mét (952 ft) và có chi phí 450 triệu euro (569 triệu USD). Theo tonnage, đây là vụ hành khách bị đắm tàu lớn nhất trong lịch sử, thay thế cho RMS Queen Elizabeth. Các nhà phân tích trong ngành tin rằng tài này là một constructive total loss.

## Cứu hộ
Một số hành khách đã nhảy xuống nước để bơi vào bờ, trong khi những người khác, sẵn sàng để sơ tán khỏi con tàu, đã bị trì hoãn bởi các thành viên thủy thủ đoàn lên đến 45 phút, vì họ chống lại ngay lập tức hạ các xuồng cứu sinh. Ba người báo cáo là bị chết đuối sau khi nhảy xuống biển, và một người thứ bảy bị thương nặng. Người đứng đầu cơ quan cứu hỏa địa phương Ennio Aquilino cho biết người của mình đã kéo 100 người từ các nước và cứu khoảng 60 người khác đang bị mắc kẹt trong tàu.
Những hình ảnh ánh sáng ban ngày đầu tiên cho thấy con tàu nằm về phía mạn phải của mình và một nửa ngập nước, không xa bên ngoài bến cảng Giglio. Năm máy bay trực thăng từ Cảnh sát biển, Hải quân và Không quân thay phiên nhau không vận người sống sót vẫn còn trên tàu và chở họ bằng xuồng đến nơi an toàn.